# CryEngine 2
Chronologie des versions
CryEngine 1 (d) CryEngine 3
Le CryEngine 2 est un moteur de jeu 3D développé par Crytek, et est une évolution du moteur de jeu CryEngine. Il dispose de capacités de rendu en 3D temps-réel, notamment en termes de photoréalisme, jusque-là impossibles. Il est notamment utilisé dans Crysis, premier jeu l'utilisant, et par la société IMAGTP, première détentrice de la licence en dehors du monde du jeu vidéo. Depuis, plusieurs autres projets ont été annoncés, dont un MMO en cours de développement par une équipe asiatique et deux nouveaux jeux développés par Crytek.
Dans ce nouveau moteur OpenGL a été abandonné au profit de DirectX10, les partenaires techniques de Crytek durant le développement du jeu furent Nvidia et Microsoft/Intel. DirectX10 instaure les Shader Model 4.0 par opposition aux versions précédentes : vertex/geometry shader et pixels shader utilisent les mêmes unités de calculs.

## Support fonctions 3D
Liste non exhaustive des principales innovations et fonctions 3D disponibles dans le moteur :
- Utilisation massive de PolyBump 2 dans la conception des textures et des modèles du jeu.

- Utilisation de particules souples ; la fumée ou la poussière réagissent au vent, à la lumière, à l'ombre.

- Flou cinétique : simulation de flou lors de déplacement rapide d'un objet.

- Éclairage d'ambiance en temps réel : les éclairages & ombres réalistes en fonction de la météo : nuages volumétriques, heure de la journée, position du soleil.

- Environnements interactifs et destructibles :  Interaction des personnages, par  exemple, si on marche sur une feuille, elle se plie. Si une bombe explose près d'un rocher, il se brise de façon réaliste, si un véhicule rentre dans un bâtiment de tôle, il part en morceaux.

- Prise en charge de l'éclairage des scènes 3D en Ambient Occlusion Lightening, technique d'éclairage très performantes d'une scène 3D afin d'obtenir un rendu 3D photoréaliste de la scène.

- Système de gestion des ombres douces en temps réel.

- Animation des visages réaliste, réalisée par capture de mouvement.

- Nuages réalisés entièrement en 3D en utilisant des voxels.

- Gestion de la profondeur de champ (lorsque le personnage vise un ennemi, le premier plan de l'image devient flou).

- Gestion de l'imagerie à grande gamme dynamique (high dynamic range rendering) par l'utilisation des effets d'adaptation oculaire (sortir d'une pièce sombre ébloui).

- Gestion des dommages localisés sur les véhicules (parties destructibles selon l'engin (pneus d'une Jeep, les pales d'un hélicoptère).

- Effets de crepuscular rays (rayons de soleil à travers un feuillage, rayons traversant les nuages, sous l'eau...)

- Gestion avancée du cycle jour/nuit en temps réel dans le jeu, gestion de l'aube/crépuscule.

- Système de gestion des mouvements de personnages à base d'animation squelettale.

- Système de  profondeur de champ réglable de 0 à 16 km, (Terrain LOD Management) en fonction de la puissance de calcul, le moteur affiche les détails optimaux (plus de détails précis de près par rapport à l'horizon).

- Gestion de la translucidité des objets (subsurface scattering), augmentant le réalisme du rendu au niveau de la lumière (gestion de la diffraction / diffusion /réflexion des rayons lumineux), adapté pour un meilleur rendu de la peau humaine ou de la végétation.

- Prise en charge des brouillards volumétriques, qui permet de créer des brouillards épais et photo-réalistes.

- Gestion de l'océan en 3D avec altération de la surface de l'eau en fonction des vagues et du vent, gestion des effets lumineux (réfractions / réflexions).

## Éditeur
CryENGINE est fourni avec toute une panoplie d’outils et inclut un éditeur de mondes Sandbox2, une interface de modélisation en 3D qui permet la création de niveaux et le réglage du jeu, tout cela avec une prévisualisation WYSIWYG en temps réel.
Tout acquéreur d'une licence a accès à l’intégralité du code source et reçoit la documentation du moteur et de ses outils. Le support technique est directement assuré par l’équipe R&D, tandis que des ateliers de formation peuvent être mis en place pour permettre à une équipe de mieux assimiler les améliorations qui seront apportées au moteur par la suite.

## Jeux utilisant le moteur
| Titre                                   | Année | Développeur         | Éditeur                | Plateforme        |
| --------------------------------------- | ----- | ------------------- | ---------------------- | ----------------- |
| Blue Mars (open beta)                   | 2009  | Avatar Reality      | Avatar Reality         | Microsoft Windows |
| Crysis                                  | 2007  | Crytek Frankfurt    | Electronic Arts        | Microsoft Windows |
| Crysis Warhead                          | 2008  | Crytek Budapest     | Electronic Arts        | Microsoft Windows |
| Drug Wars                               | 2009  | Paleo Entertainment | Paleo Entertainment    | Microsoft Windows |
| Entropia Universe (version CryEngine 2) | 2009  | MindArk             | MindArk                | Microsoft Windows |
| The Day                                 | NC    | Reloaded Studios    | Nexon Tencent Holdings | Microsoft Windows |
| Vigilance                               | 2008  | Harrington Group    | Harrington Group       | Microsoft Windows |